# سليمان أباد (دشتابي الغربي)
سلیمان أباد (بالفارسية: سلیمان‌آباد) هي قرية تقع في إيران في قسم دشتابي الغربي الريفي. يقدر عدد سكانها بـ 239 نسمة .